# Blackthorn
Blackthorn es una banda de metal gótico de Moscú, Rusia, formó el 31 de octubre de 2004 por la vocalista Aina.

## Historia

### Formación
Aina seriamente decidido a fundar una banda pronto conoció a Lidia, quien era estudiante en la escuela de Teatro. Esa reunión fue fatídica. Lydia se crio en un ambiente de teatro musical con su arte increíble de los actores, la música clásica, antigua arias de ópera y espectáculos emocionantes. Es por eso que ella se ofreció a crear algo drama se entrelazan con el sonido del metal. Su propuesta fue recibida con gran placer, como Aina ya se convirtió en discípula del teatro musical del cantante y se enamoró de drama también. Así, la banda llamada Blackthorn existe desde la noche del 31 de octubre de 2004. Verbena se unió a los demás miembros poco después de que la bajo-guitarrista. Ella Haes Haed un amistoso relación wi Lydia desde su infancia.
En invierno de 2006 piano jugador Olga, un viejo amigo de la Verbena, complementado la Alianza Blackthorn como teclista. Después Lydia dio tae nacimiento de un bebé y salió de la banda. La nueva guitarrista Elvira Blackthorn se unió en 2006, tras la salida de Lydia.

### Gossamer Witchcraft y Aranaeum
En el cuarto trimestre de 2009, la banda publicó sus dos primeros álbumes, Gossamer Witchcraft y Aranaeum. Fueron liberados el 30 de noviembre y 26 de diciembre, respectivamente.

## Estilo musical
Blackthorn describe su sonido como "metal teatral". Su música tiene influencias principales con la hechicería brujería, las antiguas tradiciones y cuentos, y la fantasía. Una corona de espinas se convirtió en un símbolo de los músicos. Endrino se conoce como su propio estilo dramático de metal sinfónico, combina elementos de estilo o de metal oscuro, el metal gótico, música clásica, un elementos originales dirigidas por mujeres y la voz operística de firmar teatral para dar la sensación de ser una sinfonía.

## Miembros

### Actual
- Aina - voz principal
- Elvira Alchemida-guitarra, teclados, voces backin
- Greta - bajo (2009 -)
- Varaska - batería (2009 -)
- Menor (2010) - violín

### Antigua
- Lydia - Guitarra (2004-2007)
- Olga - Teclados (2005-2007)
- Freya - Teclados, coros (2008-2010)
- Verbena - Bajo (2005-2009)
- Max - Batería (2007-2009)

## Discografía
Demo
- Prologue of Eschaton (2007)

Estudio álbumes
- Gossamer Witchcraft (2009)
- Araneum (2009)
- Codex Archaos (2011)